# 後藤憲一
後藤 憲一（ごとう けんいち、1917年4月27日-1993年7月30日）は、日本の物理学者。大阪大学名誉教授。理学博士。

## 略歴
島根県出身。1941年大阪帝国大学理学部物理学科卒、同助手、1954年大阪大学理学部助教授。1962年「磁場内プラズマの臨界安定性について」で理学博士。1966年教授、1981年定年退官、名誉教授、摂南大学工学部教授。88年退職。

## 著書
- 『プラズマ物理学』共立出版 1967
- 『プラズマの世界 第四の物質状態をさぐる』講談社ブルーバックス 1968
- 『相対論』共立出版 共立全書 1972
- 『現代科学における数学概説』1-2　共立出版 1981
- 『力学通論』学術図書出版社 1983
- 『物理学の基礎常識』共立出版 1985
- 『基礎力学概要』共立出版 1988
- 『新しい物理へのアプローチ 基礎から最先端まで』共立出版 1989
- 『力学要説 現代科学とのかかわりも含めて』共立出版 1992
- 『ファラデーとマクスウェル』清水書院 Century books 人と思想 1993

### 共編著
- 後藤憲一,山本邦夫,神吉健『詳解 物理学演習 上』共立出版、1967年11月。ISBN 978-4320030114。
- 後藤憲一,山本邦夫,神吉健『詳解 物理学演習 下』共立出版、1968年5月。ISBN 978-4320030121。
- 後藤憲一,山崎修一郎『詳解 電磁気学演習』共立出版、1970年12月。ISBN 978-4320030220。
- 後藤憲一,,山本邦夫,神吉健『詳解 力学演習』共立出版、1971年9月。ISBN 978-4320030251。
- 後藤憲一,山本邦夫,神吉健『詳解 物理 応用 数学演習』共立出版、1979年5月。ISBN 978-4320031425。
- 『基礎線形代数』編 共立出版 1982
- 後藤憲一,西山敏之,山本邦夫,望月和子,神吉健,興地斐男『詳解 理論 応用 量子力学演習』共立出版、1982年9月。ISBN 978-4320031715。
- 『基礎微分積分』久保忠雄共編 共立出版 1983
- 『基礎物理学』1-2 伊佐雄,藤井盛澄,齋藤祐四郎,元場俊雄共編 共立出版 1984-85
- 『基礎物理学』編 共立出版 1984
- 『基礎物理学演習』小早川恵三,国友正和共編 共立出版 1986
- 『基礎力学演習』編 共立出版 1986
- 『物理学の最先端常識』1-2 山本邦夫共編 共立出版 1987-88
- 『基礎微分積分要説』編 共立出版 1989
- 『基礎微分積分演習』貴田宗三郎共編 共立出版 1991

### 翻訳
- L.ホワイト, E.A.プレンティス『締切工論』常磐書房 1943
- ダニエル・ハーシェイ『なぜだろう? 楽しい日常の科学』講談社ブルーバックス 1973
- J.Heading『常微分方程式』共立出版 理工系・例題解法　1974
- J.W.Craggs『変分法』共立出版 理工系・例題解法　1975
- K.E.Hirst『一変数の微積分』共立出版 理工系・例題解法 1976
- J.Williams『複素数』共立出版 理工系・例題解法 1976
- R.L.デバネー『カオス力学系入門』共立出版 1987